# Errol Buddle
Errol Leslie Buddle (29 de abril de 1928 - 22 de febrero de 2018) fue un músico de jazz australiano.

## Biografía
Nació el 29 de abril de 1928 y creció en Adelaida.   Aprendió por primera vez a tocar el banjo y la mandolina.  Comenzó a aprender jazz después de escuchar una actuación de Bobby Limb en 1944.   Asistió al Conservatorio de Música Elder y al Conservatorio de Música de Sydney.  Influenciado por el sonido del fagot en La consagración de la primavera y El pájaro de fuego de Igor Stravinsky, comenzó a tocar el instrumento.   A lo largo de su carrera, tocó catorce instrumentos de lengüeta y varios más.  Se mudó a Melbourne en 1946 y comenzó a tocar en el circuito de radio.   Se mudó a Sydney en 1951 y actuó semanalmente en el club nocturno Chequers. Buddle y Don Varella se mudaron a Windsor, Ontario, en 1952, donde Buddle se unió a la Orquesta Sinfónica de Windsor.  
Buddle actuaba a menudo en Detroit, Michigan, donde conoció y colaboró con Elvin Jones y Johnnie Davis.   También actuó en el club de jazz Klein's. El gerente, George Klein, finalmente le pidió a Buddle que dirigiera lo que más tarde se convertiría en el Errol Buddle Quartet. Fundó el Australian Jazz Quartet con Jack Brokensha, Bryce Rohde y Dick Healey.   El grupo sirvió como banda de acompañamiento para varios músicos y luego tocó por toda América del Norte antes de realizar una gira por Australia en 1958 y luego se disolvió. Actuó ocasionalmente a partir de entonces, incluida una banda de fusión que formó con Mark Isaacs tocando los teclados.  
Murió en su casa en Potts Point, Nueva Gales del Sur, el 22 de febrero de 2018, a los 89 años.  